# Koivistonaukko
Koivistonaukko eller Urpoistenaukko är en fjärd i Finland. Den ligger i landskapet Egentliga Finland, i den sydvästra delen av landet, 210 km väster om huvudstaden Helsingfors.
Koivistonaukko avgränsas av Vaakua i söder, Koivisto i väster, Hanko i norr samt Nuhja och Varesmaa i öster. Den ansluter till Humminaukko i sydväst.